# 伊朗犀属
伊朗犀属（学名：Iranotherium，意为“伊朗的野兽”）是一类大型板齿犀类，其体型与现代白犀相当，化石发现于伊朗马拉盖（Maragha）晚中新世（托尔顿期）地层和中国西北部柳树组中段。它是与其相关的中华板齿犀属的祖先，并可能最终被其后代取代。它以犀牛特有的两性异形而闻名。

## 描述
伊朗犀属目前只发现了颅骨化石和少量颅后骨骼。

### 头骨和角
头骨长且背侧呈凹形，总长度为775毫米。顶骨嵴宽，鼻骨长而宽并有一个浅的U形切槽，眼眶突出，位于靠近颅骨顶的高位置，颧骨弓的前半部分狭窄。头骨表现出了明显的兩性異形：雄性的角生长基部大而结实，而雌性的角生长基部小而脆弱，雄性颧骨弓的后半部分有宽而粗糙的皱纹，颧骨的后半部分也向上隆起，高于颅骨顶。

### 齿列
伊朗犀属的高冠齿被牙骨质覆盖并填满，这表明伊朗犀属是一种以草为食的植食动物。伊朗犀属的门齿完全缺失，前臼齿有明显缩短的痕迹，但雄性的颊齿比雌性长。

## 发现与历史

### 早期研究
人们最早发现伊朗犀属的牙齿时就认识到该物种与板齿犀属有相似之处，是后者的祖先（这是在发现中华板齿犀属之前）。然而奇怪的是，它在1908年作为一个新物种被描述时被归为独角犀属。1924年，发现于马拉盖的摩根犀（"R.morgani"）化石被进一步描述。林斯特伦（Ringström）认为该物种不属于独角犀属，将其归类为新属伊朗犀属下的新物种摩根伊朗犀（I.morgani）。
伊朗犀属作为一个属级分类层级最初由麦昆纳姆（Mecquenem）于1908年描述，但他当时没有为该属指定正模标本。标本MNHN 1905-10和发现于伊朗马拉盖的寰椎被选定为该属的选模标本。

### 后续研究
2005年，邓涛描述了三个伊朗犀属标本。其中两个标本是完整的头骨，显示出了独特的性别差异。这些标本是HMV 0979（一个完整的年轻雄性头骨）、HMV 1098（一个完整的成年雌性头骨）和HMV 1099（仅包含缺失升支的成年个体下颌骨）。所有标本均发现于中国甘肃临夏盆地上中新统柳树组下部地层。HMV 0979和HMV 1099发现于后山村，HMV 1098发现于山庄村。
研究发现，发现于临夏盆地的头骨和下颌骨（尤其是HMV 0979和HMV 1099）与马拉盖的摩根伊朗犀的头骨和下颌骨大体相似，但差异较小，如下前磨牙与磨牙的长度比。这种差异被认为是因个体或性别不同产生的差异，不足以据此描述一个新的物种。因此，邓涛将所描述的所有三个标本都归为伊朗犀属。基于研究中的两个头骨的结论，由于颧骨上存在半球状皱褶，马拉盖标本被确认为雄性。

## 古生物学

### 食性
伊朗犀属是一类食草动物，因为它们拥有高冠齿。在现实中，它的嘴唇像现存的白犀一样宽而平。
食草动物的绝对体型对于确定动物在其饮食中能够耐受的纤维素/蛋白质比率非常重要，因为体型较大的动物需要的蛋白质比例较低，并且能够耐受较大比例的纤维素。因此，摩根伊朗犀巨大的体型意味着其以高纤维草为食。很显然，摩根伊朗犀栖息在开阔的草原上。

### 性别变异
2005年，邓涛描述了两个伊朗犀头骨。其中一个头骨属于成年雌性，另一个属于幼年雄性。这些头骨在比较时显示出明显的性别差异：雄性颧弓上有皱纹，而雌性颧弓上完全没有皱纹。这种独特的特征在其他犀牛中几乎是未知的。这些头骨还引出了一个假设：雄性的喙突肌支撑着较大的咬肌和颞肌组织。
另外的两性特征包括颧弓（雄性的颧弓比雌性的颧弓厚）和鼻骨（雄性鼻骨前部较宽且粗糙，而雌性的鼻骨前部较窄且光滑），这种差异与雄性的巨大角突和雌性的较小角突有关，因为雄性的角座是一个大圆顶，其鼻沟明显比雌性的深。雄性的角垢面要粗糙得多，可能支撑着比雌性更大的角。雄性的颅骨顶部弯曲度比雌性的小，但雄性的额骨区域比雌性的更凸。因此，雄性整个头骨的整体结构比雌性更坚固。这些特征，特别是巨大的鼻角，可以用来防御或竞争配偶。雄性摩根伊朗犀的颧骨皱褶可能支撑着一个角状的蛋白质结构。

## 分布与古生态学
伊朗犀属化石仅分布于伊朗和中国。伊朗犀生存在伊朗的森林环境中，而在中国则生存于更加开阔的地区。
在伊朗，伊朗犀属的化石发现于马拉盖动物群中部的局部生物带中，其年代介于9到7.6百万年之间，与三趾馬（H. prostylum）、中猴和印度熊（I maraghanus）共存。
在中国，伊朗犀属的化石发现于临夏盆地柳树组中段。摩根伊朗犀在临夏盆地出现的时间比在马拉盖早，这表明摩根伊朗犀可能首先出现在中国西北部，然后向西扩散到中亚。伊朗犀属所属的动物群被称为大胜沟动物群，与其同时代的哺乳动物还有一种啮齿类（三趾马层副竹鼠（Pararhizomys hipparionum））、四种鼬（原臭鼬属未定种、霍顿原臭鼬、马氏密齿獾（Melodon majori）、中华貂属（Sinictis）未定种）、三种鬣狗（鼬鬣狗属未定种、翁氏鬣形狗、鬣形狗）、一种中鬣狗（巨鬣狗属）、两种猫科动物（巨半剑齿虎和猫属未定种）、四种奇蹄类（贾氏三趾马、渭河三趾马、维氏大唇犀和和政无鼻角犀）、七种偶蹄类 (斯氏弓颌猪、叉角鹿属未定种、萨摩麟属未定种、舒氏河南兽、羚羊属未定种、步氏和政羊和中新羚属（Miotragocerus）未定种）和一种大象（保德四棱齿象）。根据花粉分析的结果，柳树组植被属于炎热半干旱的稀树草原植被。